# Juan Antonio Muñoz
Juan Antonio Muñoz Pérez (Barcelona, 11 de noviembre de 1965), más conocido como Juan Muñoz, es un humorista, actor, imitador y director de cine español que formó parte del dúo humorístico Cruz y Raya, junto con su compañero José Mota.

## Biografía

### Primeros años
Nació en Barcelona el 11 de noviembre de 1965. Muñoz empezó muy temprano su carrera como humorista, ya en el colegio de los Salesianos actuaba bajo el nombre artístico de “Super Agente Billy” imitando a los profesores y representando pequeñas obras de humor. Hizo algunas intervenciones en programas infantiles de Radio Reloj, Radio Miramar y Radio Poble Sec tales como "Los chicos de Mario" o "Niñolandia".
Posteriormente grabó su primer casete de chistes e imitaciones, con el nombre artístico de "Sergio TV", que se distribuyó casi exclusivamente a través de gasolineras y pequeños comercios.

### Encuentro con José Mota e inicios en la radio y la televisión
Conoció a José Mota en el servicio militar, en 1985, con el que conectó inmediatamente y trabó una amistad incondicional, que se mantiene hasta hoy.
Tras acabar la mili, ambos decidieron instalarse juntos en Madrid, formando el dúo Cruz y Raya, y poco a poco fueron haciendo
"bolos" en las salas de fiestas de la capital con el show Cien personajes en busca de humor, adquiriendo una enorme fama entre el público. Tras participar en varios programas radiofónicos, como La bisagra de Javier Sardá, Muñoz y Mota comenzaron a trabajar en la televisión en 1989 dentro del programa Pero ¿esto qué es?, un espacio de variedades que se emitía en La Primera los viernes por la noche, donde parodiaban la dinámica de una emisora de radio que combinaba actualidad o radiofórmula, bajo el lema "Cruz y Raya, la emisora que aunque debe, nunca calla".

### En solitario
Fuera de su trabajo en Cruz y Raya, Muñoz también ha desarrollado una carrera en el cine.
Como actor ha participado en las películas Ni se te ocurra... dejar de verla en 1990.
También ha prestado su voz en el doblaje de la película Goomer y como principal protagonista en las películas animadas de Shrek, cuya voz original era la del actor Mike Myers. Pero sus trabajos más importantes han sido como director y actor de las películas ¡Ja me maaten...! en 2000 y Ekipo Ja en 2007, en las que desarrolla el papel de Juan de Dios, un gitano que interpretó también en los sketches televisivos de Cruz y Raya.

### Separación de Cruz y Raya
En noviembre de 2007 se anunció oficialmente la separación de Cruz y Raya, poniendo fin a 22 años de carrera conjunta con José Mota junto a otros colaboradores de sus programas como Paco Collado o Patricia Rivas. Aunque Muñoz nunca negó que llegase a haber alguna tensión entre ambos en momentos puntuales, la razón de la separación fue que Muñoz quería dejar la televisión para dedicarse a su familia, a la cual había abandonado durante los años de éxito. Cansado del ingente trabajo que suponía escribir, dirigir y protagonizar un programa de televisión semanal, a lo que había dedicado gran parte de su carrera en pareja, Juan decidió entonces orientar su carrera hacia el teatro, para disponer de más tiempo para sus seres queridos. Según declaró años más tarde él quiso dar un parón al dúo y José Mota optó por continuar.

### Trayectoria en solitario
En 2011 hizo un episodio piloto para un programa propio al estilo de La hora de José Mota, llamado Esta noche... Juan Muñoz. La serie pretendía ser una sucesión de sketches con los mismos actores que colaboran en La hora de José Mota, como Enrique Villén o Manuel Tallafé. Sin embargo, la serie no pasó de dicho piloto y este nunca llegó a emitirse.
Ejerció como colaborador en José Mota presenta..., haciendo papeles varios pero el más característico es el de Juan de Dios de su anterior paso por Cruz y Raya.
De 2016 a 2017 formó parte del grupo de concursantes de la quinta edición de Tu cara me suena, donde quedó el 7° clasificado con 235 puntos. 
En la actualidad, Muñoz desarrolla, además, monólogos humorísticos y comedia stand-up en distintos recintos y teatros de España, retomando, así, sus orígenes en el humor.

## Trayectoria profesional

### Programas propios
- 1993: Abierto en vacaciones en La 1 (Cruz y Raya)
- 1994: Perdiendo el Juicio en La 1 (Cruz y Raya)
- 1994: Tebelevisión en La 1 (Cruz y Raya)
- 1994: Vaya tele en La 1 (Cruz y Raya)
- 1995: Estamos de Vuelta en La 1 (Cruz y Raya)
- 1998: Este no es el programa de los viernes en La 1 (Cruz y Raya)
- 1999-2000: Estamos en directo en La 1 (Cruz y Raya)
- 2000-2004: Cruz y Raya.com en La 1 (Cruz y Raya)
- 2004-2007: Juan y José.show en La 1 (Cruz y Raya)
- 2020: Hacemos el Vermut (Programa Web)

### Televisión
- 1987: Viva o domingo en Televisión de Galicia
- 1989: Pero esto qué es en La 1
- 1990: Tutti frutti en Telecinco
- 1992: ¡Hola Raffaella! en La 1
- 2008-2009: Colaboraciones en Región 7 TV
- 2009-2010: Fin de año Cuéntame en La 1
- 2012: Programa especial de Nochebuena en La 1
- 2014: Fin de año TVE con José Mota en La 1
- 2015: Especial noche de Reyes con los Morancos en La 1
- 2015: Colaboraciones en La hora de José Mota en La 1
- 2015: Colaboraciones en Gym Tony en Cuatro
- 2015: Telepasión, especial de Nochebuena en La 1
- 2016: Colaboración en Fin De Año con José Mota en La 1
- 2016-2017: Tu Cara Me Suena, concursante en la quinta edición en Antena 3
- 2017: Colaboración en Trabajo Temporal en La 1
- 2017: Invitado El acabose con José Mota en La 1
- 2017: Me Resbala en Antena 3
- 2018: Invitado en La Resistencia de Movistar+
- 2019: Colaboración en Ilustres ignorantes en Movistar+
- 2019: Gala entrega Premios Región 7 TV
- 2019: Colaboración programa Land Rober en Televisión de Galicia
- 2019: Invitado en Un año de tu vida de Canal Sur
- 2020: Colaboración semanal en Las Mañanas de La 1
- 2020: Actor de Reparto en la serie Veneno de Atresmedia
- 2022: Supervivientes, concursante de la vigésimo primera edición en Telecinco

### Cine
- 1990: Ni se te ocurra...
- 2000: ¡Ja me maaten...!, (director y actor)
- 2003: Trileros
- 2005: Desde que amanece apetece
- 2007: Ekipo Ja, (director y actor)
- 2010: Clara no es nombre de mujer
- 2011: Holmes & Watson. Madrid Days
- 2012: Los Hijos de Mambrú, (cortometraje)
- 2012: Gente de Fiesta
- 2012: Save the Zombies
- 2013: Días de lluvia
- 2014: The ribirth of the soul
- 2014: Bendita calamidad
- 2015: Alma Taurina, (cortometraje)
- 2018: Quiero ser como papá, (cortometraje)
- 2019: Soul Man
- 2020: Papá,quiero ser artista, (cortometraje) (director y actor)

### Actor de voz
- 1999: Goomer
- 2001: Shrek (Voz: Shrek)
- 2003: Shrek 3-D (2003), cortometraje. (Voz: Shrek)
- 2004: Shrek 2 (Voz: Shrek)
- 2007: Shrek tercero (Voz: Shrek)
- 2007: Shreketefeliz Navidad, cortometraje (Voz: Shrek)
- 2010: Shrek: Felices para siempre (Voz: Shrek)

### Especiales de Nochevieja
- 1993: Este año, Cruz y Raya... ¡Seguro!
- 1999: En efecto 2000
- 2000: 2001, aunque sea en el espacio
- 2001: La verbena de la peseta
- 2002: Al 2003... si hay que ir se va
- 2003: Regreso al 2004. El día del fin del año
- 2004: Érase una vez... 2004
- 2005: 2005... Repaso al futuro
- 2006: 2006... Perdiendo el Juicio: Operación maletín
- 2020: Fin De Año De Los Fines De Años (Programa Web)

### Radio
- 1984: Colaboración en 40 Principales BCN
- 1986-1988: Viva La Gente Divertida con José Antonio Plaza
- 1989: El Banquillo con Luis del Olmo
- 1990-1992: La Bisagra con Javier Sardà
- 1992-1993: Las mañanas de RNE con Constantino Romero

### Teatro
- 1987: 60 personajes en busca del humor
- 1989: Personajes Cruz y Raya
- 1991: Espectáculo Ojo al dato
- 1995: Los Cuarenta de Cruz y Raya
- 2002: Cruz y Raya en concierto
- 2004: Juan y la banda
- 2007: Comedia del Arte Nazionale
- 2008: Rocinante en el Circo Price de Madrid
- 2009: Mis Monólogos
- 2010: Este año Juan Muñoz
- 2013: Historias mías
- 2013: Muñózlogos
- 2014: Juan Muñoz y Cía
- 2015: Mil Maneras De Reír
- 2016: Taxi De Ray Cooney
- 2017: Con-cierto Sentido Del Humor
- 2019: Mil Maneras De Reír
- 2020: Mil Maneras De Reír con Javier Traba

### Discografía
- 1984: Sergio TV y sus personajes
- 1990: Ojo al dato
- 2000: Banda Sonora ¡Ja Me Maaten...!
- 2007: Banda Sonora Ekipo Ja

### Premios
- 1987: Premio Ondas compartido por el espacio El Banquillo
- 1988: Premio Ondas comparitdo por el espacio Sarda & Casamajor en RNE
- 1990: TP de oro por el programa Tutti Frutti en Telecinco
- 1996: TP de oro por el programa Estamos de Vuelta en TVE
- 2001: TP de oro por el programa Estamos en directo en TVE
- 2001: Premio al mejor director Novel en el Festival de Cine de Marbella por la película ¡Ja me maaten...!
- 2002: Premio al mejor director Novel en el Festival de Comedia de Peñíscola por la película ¡Ja me maaten...!
- 2005: TP de oro por el programa Cruz y Raya.com en TVE
- 2017: Premio de la Asociación de humoristas españoles Ashume
- 2019: Premio toda una carrera Asociación Española Productores TV
- 2019: Premio mejor actor International Horror Film Festival por Soul Man